# الكسندر إتش. بيلي
الكسندر إتش. بيلي هو محامي وقاضي وسياسي أمريكي، ولد في 14 أغسطس 1817 في مينيسك في الولايات المتحدة، وتوفي في 20 أبريل 1874 في رومي في الولايات المتحدة. نشط حزبياً في الحزب الجمهوري. وقد انتخب عضو جمعية ولاية نيويورك ‏ وانتخب عضو مجلس ولاية نيويورك ‏ وانتخب عضو مجلس النواب الأمريكي ‏.